# Годейов
Годейов (словац. Hodejov, угор. Várgede) — село, громада в окрузі Рімавска Собота, Банськобистрицький край, Словаччина. Кадастрова площа громади — 17,25 км². Населення — 1599 осіб (за оцінкою на 31 грудня 2017 р.).
Перша згадка 1280 року.

## Населення
| Рік:            | 1994. | 2004.   | 2014.    | 2024.   |
| --------------- | ----- | ------- | -------- | ------- |
| Кількість осіб: | 1319  | 1379    | 1637     | 1513    |
| Різниця:        |       | +4,54 % | +18,70 % | -7,57 % |

| Рік:            | 2023. | 2024.   |
| --------------- | ----- | ------- |
| Кількість осіб: | 1509  | 1513    |
| Різниця:        |       | +0,26 % |